# 2 Days in the Valley
2 Days in the Valley (en España: Dos días en el valle) es una película estadounidense de 1996, del género crimen, dirigida por John Herzfeld y que cuenta en su reparto con Danny Aiello, Jeff Daniels y James Spader.

## Sinopsis
Dos matones están implicados en una estafa a una compañía de seguros de la ciudad de Los Ángeles. Un director fracasado y con tendencias suicidas que vive con su perro, un marchante de arte que vive con su asistenta, un policía trastornado con un novato como compañero y dos guapas y celosas mujeres forman parte de una trama criminal.

## Reparto
| Actor             | Personaje                  |
| ----------------- | -------------------------- |
| Danny Aiello      | Dosmo Pizzo                |
| Greg Cruttwell    | Allan Hopper               |
| Jeff Daniels      | Alvin Strayer              |
| Teri Hatcher      | Becky Foxx                 |
| Glenne Headly     | Susan Parish               |
| Peter Horton      | Roy Foxx                   |
| Marsha Mason      | Audrey Hopper              |
| Paul Mazursky     | Teddy Peppers              |
| James Spader      | Lee Woods                  |
| Eric Stoltz       | Wes Taylor                 |
| Charlize Theron   | Helga Svelgen              |
| Keith Carradine   | Detective Creighton        |
| Louise Fletcher   | Evelyn                     |
| Austin Pendleton  | Ralph Crupi                |
| Kathleen Luong    | Midori                     |
| Michael Jai White | Buck                       |
| Cress Williams    | Golfer                     |
| Lawrence Tierney  | Hombre mayor               |
| Micole Mercurio   | Mujer mayor                |
| William Stanton   | Hombre en bar              |
| Ada Maris         | Detective Carla Valenzuela |

## Recepción
La película recibió críticas variadas, con una calificación del 59 % en Rotten Tomatoes, basada en 54 críticas. En The New York Times, Stephen Holden escribió que la película "carece de la humanidad de Short Cuts o de la vanguardista de Pulp Fiction, pero sigue siendo un debut en la pantalla elegante y divertidamente desagradable de un cineasta cuyos créditos televisivos incluyen un melodrama sobre Amy Fisher". Roger Ebert le dio a la película tres estrellas de cuatro en su escala de calificación, diciendo que "parece una película policial, pero el crimen es el medio, no el mensaje". La actuación de Teri Hatcher le valió una nominación al premio Golden Raspberry como peor actriz de reparto..